# UFC 238
UFC 238: Cejudo vs. Moraes fue un evento de artes marciales mixtas producido por Ultimate Fighting Championship que se llevó a cabo el 8 de junio de 2019 en el United Center en Chicago, Illinois, Estados Unidos.

## Historia
El evento fue encabezado por una pelea por el Campeonato vacante de Peso Gallo de UFC entre el medallista de oro olímpico en 2008 en lucha libre y el actual Campeón de Peso Mosca de UFC Henry Cejudo y el ex Campeón de peso gallo de WSOF Marlon Moraes. El dos veces campeón T.J. Dillashaw fue suspendido el 20 de marzo debido a fallar un test antidopaje en relación con su derrota en enero contra Cejudo por el título de peso mosca y, por lo tanto, optó por abandonar su título antes de que se lo despojaran.
El evento coestelar contó con un combate por el Campeonato de Peso Mosca de Mujeres de UFC entre la actual campeona Valentina Shevchenko y Jessica Eye.
Felice Herrig y Xiaonan Yan estaban programadas para enfrentarse en el evento. Sin embargo, el 30 de abril se informó que Herrig se retiró del evento después de sufrir un desgarro en el ligamento cruzado anterior y fue reemplazada por Angela Hill.

## Resultados
1. ↑  Por el Campeonato vacante de Peso Gallo de UFC.
2. ↑  Por el Campeonato de Peso Mosca de Mujeres de UFC.

## Premios extra
Los siguientes peleadores recibieron $50,000 en bonos:
- Pelea de la Noche: Tony Ferguson vs. Donald Cerrone
- Actuación de la Noche: Henry Cejudo y Valentina Shevchenko